# Polana, Murska Sobota
Polana () (madžarsko Vaspolony, nekoč Poljana) je naselje v Občini Murska Sobota.